# Scuola culta
In diritto, la cosiddetta Scuola Culta è un movimento dottrinale di giuristi che operarono verso la fine del Medioevo per il rinnovamento del diritto allora vigente al fine di comporre una "culta giurisprudenza" filologicamente coerente con le sue radici storiche giustinianee.

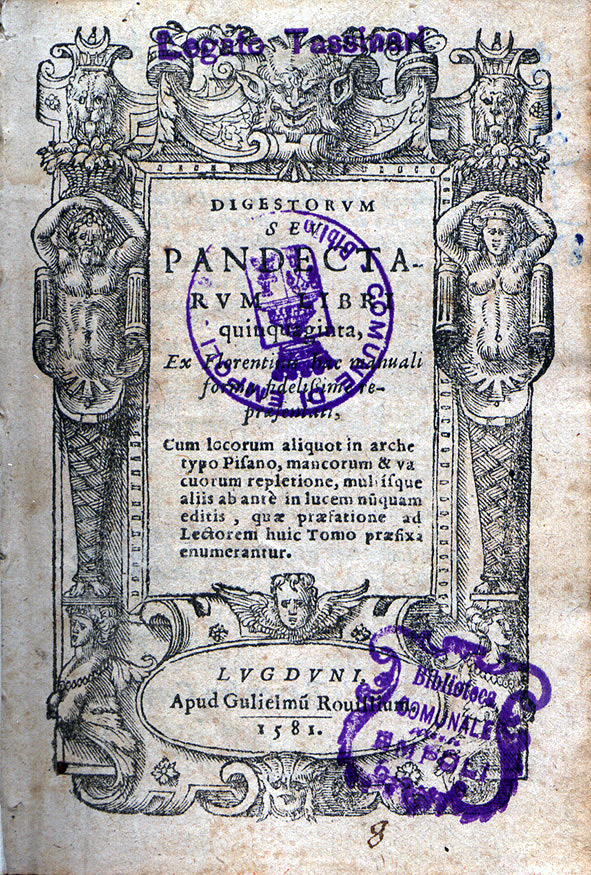
Un esemplare del digesto del 1581

Nel XV secolo alcuni umanisti notarono infatti che il testo del Digesto utilizzato nella scuola e nella prassi era pieno di errori e che sarebbe stato opportuno correggerlo ricorrendo al manoscritto più antico all'epoca disponibile: la famosa Lìttera Pisana (divenuta Florentina, od anche nota come Pandette Fiorentine, a seguito della conquista di Pisa da parte di Firenze).
A letture successive, ed in un'ottica più strettamente giuridica, si è potuto riassumere il problema affrontato dalla Scuola culta come la degradazione del corpus di istituti giustinianei attraverso la sempre più possente infiltrazione della Glossa, l'interpretazione, a scapito della lettera del testo: come sintetizzato da Paolo Grossi, "il testo giustinianeo altro non è se non un chiodo piantato nel muro, al quale si attacca un filo del tutto autonomo rappresentato dall'interpretatio". L'errore, sotto un profilo giuridico, nasce allorquando si verificano casi di susseguenze di interpretazioni (pur talvolta indispensabili, come nei casi di incoerenze fra passi dello stesso Digesto) che portano alla fine ad estrema distanza o contraddizione rispetto alla lettera del Corpus Iuris; per esempio, nell'epoca in cui si richiedeva il consolidamento del diritto feudale e con questo prendeva corpo la teoria del dominio diviso, effetto di mera interpretazione creativa, il problema si faceva di grande rilevanza. Ciò anche se l'attività dei glossatori, fiorita intorno all'XI secolo, si era poi ridimensionata sino a pressoché esaurirsi nella metà del XIII secolo, allorché Accursio, pubblicando e facendo circolare la sua Magna Glossa, in pratica aveva codificato, consolidandola, la massa delle interpretazioni correnti.
La contrapposizione fra un diritto strettamente ancorato alla lettera del testo ed uno invece dipendente dall'interpretazione, era stata resa celebre dagli allievi di Irnerio, Bulgaro e Martino, proprio al sorgere dell'ondata glossatoria dell'XI secolo. Si erano avuti dunque alcuni secoli in cui l'interpretazione aveva guadagnato terreno, salvo arrestarsi nel suo procedere per l'azione stabilizzatrice di Accursio.
La Scuola culta tendeva ora, perciò, al recupero di una sorta di ortodossia giustinianea (ed oltre l'imperatore direttamente riferita al diritto romano "puro"), e ad una riabilitazione del dogmatismo, ribaltando la prevalenza assunta nel frattempo dal disinvolto diritto giurisprudenziale, che massimamente di glossa si nutriva e non più del testo, e per questo teneva per faro la luce antica dei manoscritti conservati in Toscana.
Le Pandette Pisane, altro nome con cui variamente si identifica unitariamente il cospicuo materiale d'archivio in quel tempo conservato a Pisa, erano conservate come vere e proprie reliquie nella chiesa allora detta di San Pietro in Vincoli (poi di San Pierino) presso la Prioria dei Monaci Olivetani, e molti autori si soffermarono a suffragarne ovvero confutarne l'autenticità anche in epoche di molto successive. 

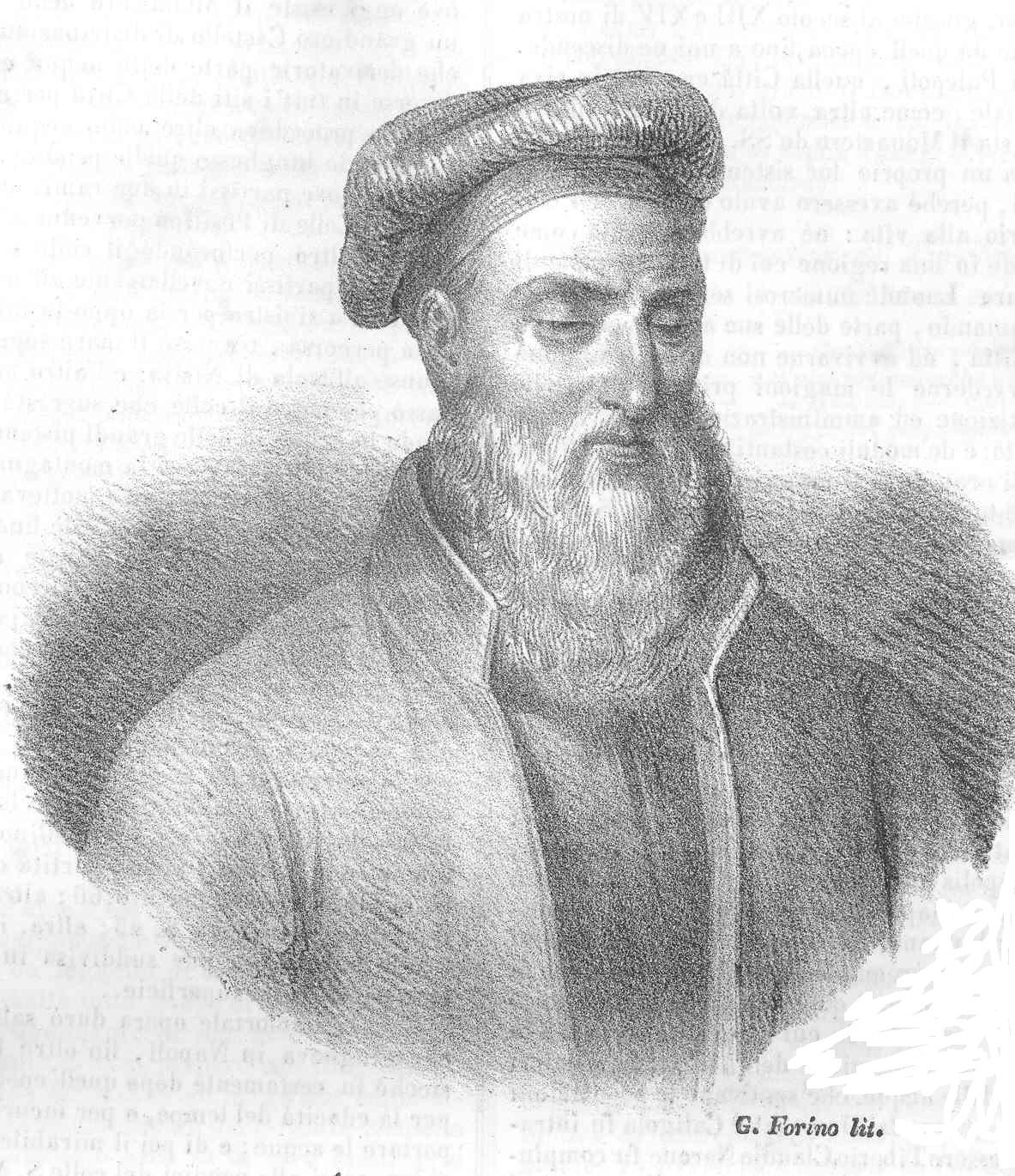
Andrea Alciato, un esponente della scuola culta

Con altrettanto scrupolo furono portate a Firenze, senza cagionar loro danni, secondo una epistola di Anton Minucci, giureconsulto di Pratovecchio che le aveva consultate per studio sia prima che dopo il trasporto. Nel XVIII secolo fu fiorente, e vivido, il dibattito su queste Pandette ed in particolare sul punto della loro "pura" autenticità; il giureconsulto olandese Arrigo Brencmanno, denunciò che la custodia pisana non fosse stata affatto impeccabile. Ma anche sulla supposta provenienza da Amalfi (elemento di rilievo sempre per la conferma dell'originalità) vi fu polemica, e vi fu chi, come l'avvocato napoletano Donato Antonio D'Asti, rigettò sia questa asserita provenienza che quella per donazione a Pisa da Lotario, un'altra delle ipotesi riguardanti questi manoscritti.
Per gli studiosi della Scuola culta, ad ogni modo, la Littera era autentica, e come tale fu presa a riferimento per lavorare sugli ordinamenti correnti ad emendarne le incoerenze. Come sottolineato dal Forti, fu però ad opera di un grammatico, e non di un giurista, che si ebbe il primo lavoro filologico sullo studio del diritto, e questi fu Angelo Poliziano, che completò la sua recensione, o collazione, della littera per poi passarla al Bolognino per ulteriore raffinazione.
Nel 1553 la revisione apportata dal Poliziano, dal Bolognino e dai Domenicani di Bologna fu applicata da Lelio Torelli, che era giudice nella Firenze di Cosimo I, e come "genuina lezione" delle antiche Pandette, pubblicata.
Molti giuristi aderirono a questa ventata innovatrice, che innovava guardando all'antico. Fra i primi giureconsulti filologi italiani ci furono Emilio Ferretto, ravennate, ed Andrea Alciato, milanese. All'estero si notarono i contributi di Guillaume Budé (francese), dell'alemanno Ulrich Zasius e del portoghese Goveano, allievo del Ferretto. Circa l'importanza dei rispettivi apporti, il Forti éleva l'Alciato un buon gradino sopra gli altri, anche per la sua influenza indiretta sulla Scuola di Bourges, il più importante fra i circoli di questa nouvelle doctrine e quello in cui operò il Duareno (François Douaren), quasi un allievo dell'Alciato stesso. Sempre in Francia, ma critico nei riguardi della Scuola culta, cui pure apparteneva, François Hotman fu uno dei principali detrattori dell'opera di Triboniano, compilatore del Corpus Iuris, nonché dell'insegnamento nozionistico-mnemonico del diritto. Jacques Cujunas si interessò anch'egli di Triboniano, del quale analizzò l'opera alla ricerca di quei passaggi nei quali il diritto romano autentico era stato modificato.
Principi della Scuola culta erano:
- la ricostruzione filologica del testo (ricerca e riscoperta dei testi antichi);
- la contestualizzazione e storicizzazione (ricerca del significato autentico del testo);
- il ripensamento del sistema giuridico: si mette in discussione il principio di autorità del mos italicus (le leggi romane sono realmente valide?)